# USGS Peak
USGS Peak je hora v Custer County, ve středo-východní části Idaha. USGS Peak leží ve střední části nejvyššího pohoří Idaha Lost River Range. Je vzdálený necelých deset kilometrů jihovýchodně od nejvyššího vrcholu pohoří a Idaha Borah Peak. S nadmořskou výškou 3 652 metrů náleží mezi deset nejvyšších hor Idaha.
Hora je pojmenovaná podle federální vědecko-výzkumné organizace United States Geological Survey.